# ヴォルフガング・マイヤー＝トルミン
ヴォルフガング・マイヤー＝トルミン(Wolfgang Meyer-Tormin
1911年12月5日、エンガー－1988年9月11日、アーヘン）は、ドイツのクラリネット奏者、作曲家。

## 生涯と活動
音楽的素養をもつ両親のもとで育ったマイヤー＝トルミンは、アビトゥーアの後、ビーレフェルトでピアノ、対位法、和声学を専門的に学ぶ。1932年、ヴュルツブルク音楽院に移り、作曲と指揮をヘルマン・ツィルヒャーに、クラリネットをグスタフ・シュタインカンプに師事した。
卒業後、ヘルベルト・フォン・カラヤン率いるアーヘン交響楽団でクラリネット奏者の職に就く。第二次世界大戦後に楽団を辞職し、フリーランスの作曲家としてアーヘンで活動した。バルトーク・ベーラやオネゲル、またハチャトリアンの作品に新しい解釈を施す一方、電子音楽にも積極的に取り組んだ。
1957年の第111回ニーダーライン音楽祭において、ヴォルフガング・サヴァリッシュの指揮により、マイヤー＝トルミンおよび彼の新作が初めて多くの聴衆に紹介された。1972年から1978年、アーヘンのグレンツランド音楽院（現在のケルン音楽大学）で音楽理論の講師として教育活動を行った。
1978年以降、かつて学んだヴュルツブルクに活動拠点を移したが、1980年に再びアーヘンに戻った。その後は亡くなるまで同地で暮らし活動した。彼の音楽作品には多くのオーケストラ作品が含まれる。その中には12の交響曲、様々な楽器による協奏曲、そして多様な編成による室内楽、また鍵盤楽器のための作品や電子音楽がある。
マイヤー＝トルミンは画家、造形芸術家としても活動し、1988年には「音楽、美術、演劇の文化交流協会」の会員となった。
マイヤー＝トルミンの娘であるブリュンヒルドは、フランスの国際的に有名な音響芸術家（Klangkünstler）リュック・フェラーリと結婚し、現在も作曲家として活動している。

## 主な作品ならびに楽譜
- ヴィルトゥオーソ・コントラバス協奏曲（1977）ミュンヘン：コッホ・インターナショナル（1994）
- 管楽器奏者のための小さな五重奏曲（1951）
- クラリネット、チェロ、ピアノのための三重奏曲（1951）
- コントラバスのための小さな三重奏曲（1951）アーヘン、ロウ・ノーテ楽譜出版社、（1991）（総譜とパート譜）
- フルートとオーケストラのための協奏曲（1984）ボン：ロベルト・フォルベルク、P. ユルゲンソン社
- フルートとオーケストラのためのエチュードop.25,8　フレデリック・ショパンのエチュードに基づく編曲、ボン：ロベルト・フォルベルク、P. ユルゲンソン社、（1981）（パート譜）（復刻版）
- コントラバスとオーケストラのための協奏曲（セルゲイ・クーセヴィツキー（1874-1951）によるop.3の編曲作品）
- 庭師―ラビンドラナート・タゴールの脚本による叙情的情景、オーケストラ、朗読、合唱、6幕からなる舞台作品（1948）
- ピアノのための≪アスペクト≫Ⅰ～VII、（1982～1987）

## 文献
- ヴォルフガング・マイヤー＝トルミンの著作およびヴォルフガング・マイヤー＝トルミンを主題とする文献 - ドイツ国立図書館の蔵書目録（ドイツ語）より。
- 「ヴォルフガング・マイヤー＝トルミン(1911-1988)：伝記と作品目録」編者：パウル・メルテンス・パヴロフスキー, ディーター・ゴルム、クラウス・シュルフ（1989/1999）
- 「ヴォルフガング・マイヤー＝トルミン：ある近代的作曲家の肖像」カールハインツ・ゲレス（1957）